# Domein Hofstade

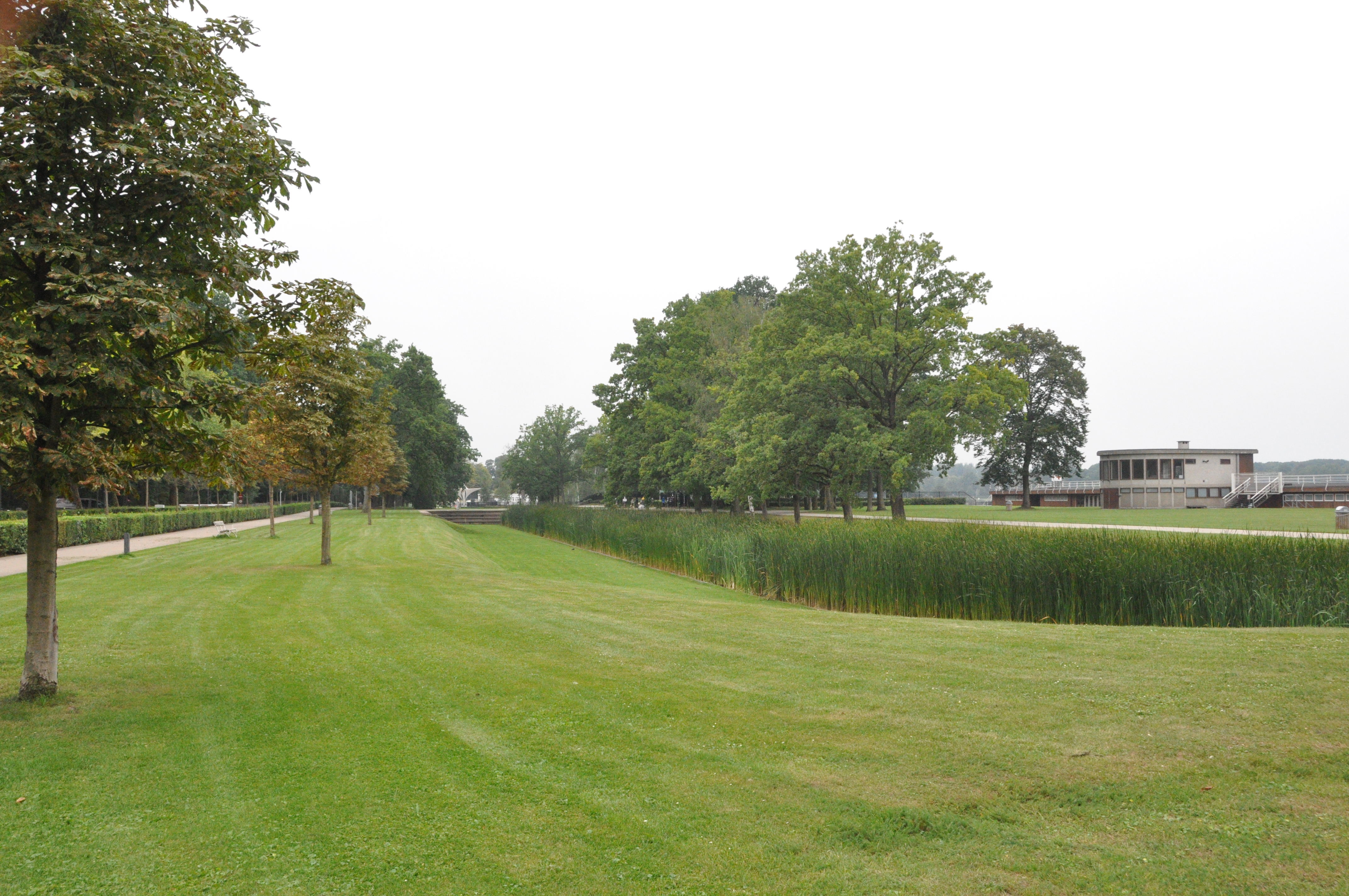
Zicht op de Ringgracht vanaf de Jaargetijdenlaan.

Het Domein Hofstade ( 'De Plage'  of  'Hofstade Plage'  in de volksmond) is een 160 hectare groot recreatiepark en is eigendom van Sport Vlaanderen.
Het is gelegen in Hofstade, deelgemeente van Zemst in de Belgische provincie Vlaams-Brabant.
Het bestaat grotendeels uit water. De twee grootste vijvers zijn respectievelijk 35 en 25 hectare. Aan de grootste vijver heeft men aan de oostzijde een 800 m lang en 30 m breed strand aangelegd. De grootste vijver is de sportvijver, de kleinere vijver, en nog twee kleine vijvertjes zijn visvijvers. Rondom de vijvers en in de bossen zijn wandelpaden aangelegd. Het domein is een bekende verblijfplaats van een grote variëteit aan vogels.
Op het domein bevindt zich naast het watervlak ook een , een sporthal (42x28), een multifunctioneel sportveld en een sporthotel met een capaciteit van 64 bedden. Het wordt veelvuldig gebruikt voor sportstages naast sportklassen en sportdagen.
In het park bevindt zich ook het Sportimonium, een museum gewijd aan sport.

## Geschiedenis

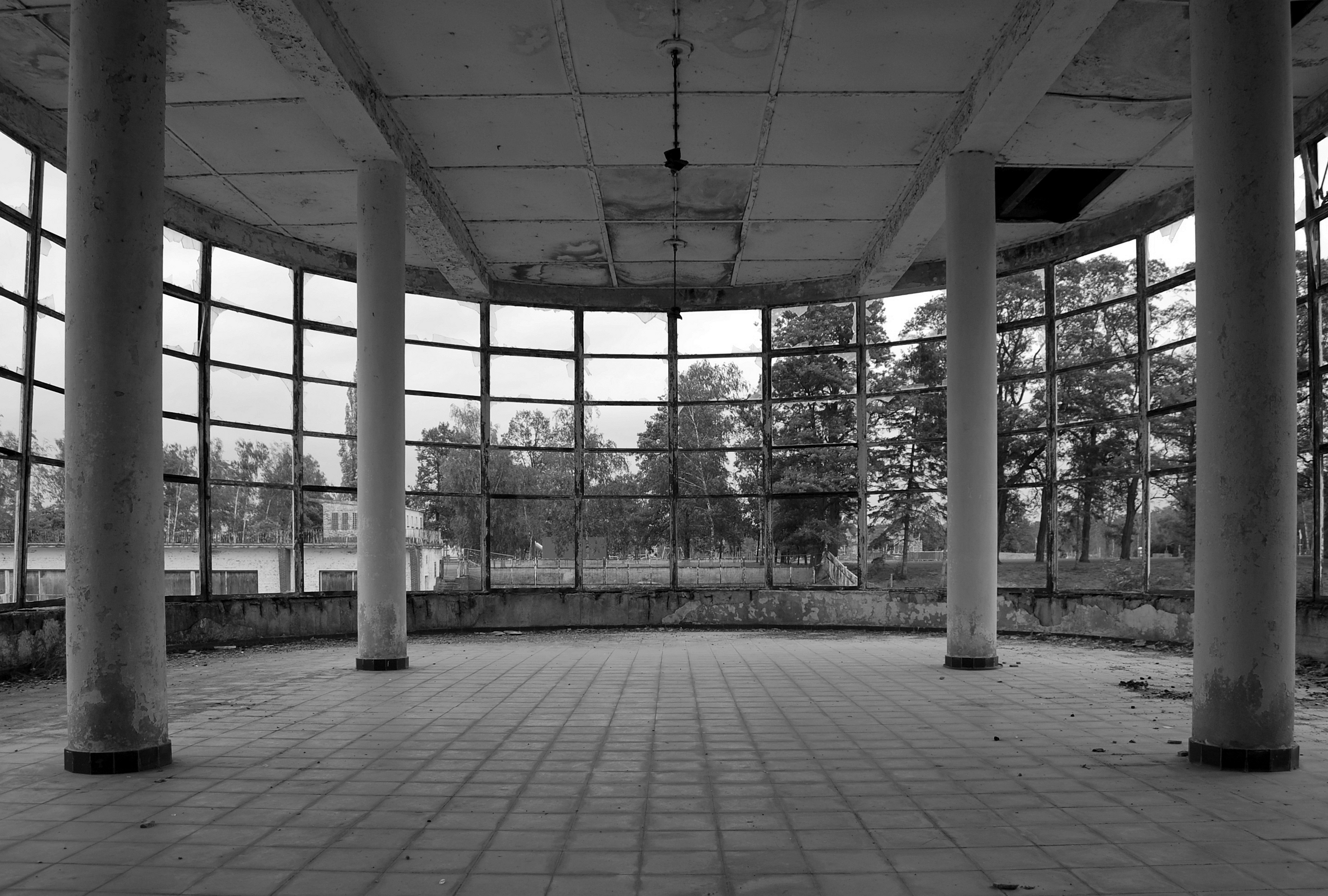
Het kantine gedeelte van het in 1990 gesloten openluchtzwembad

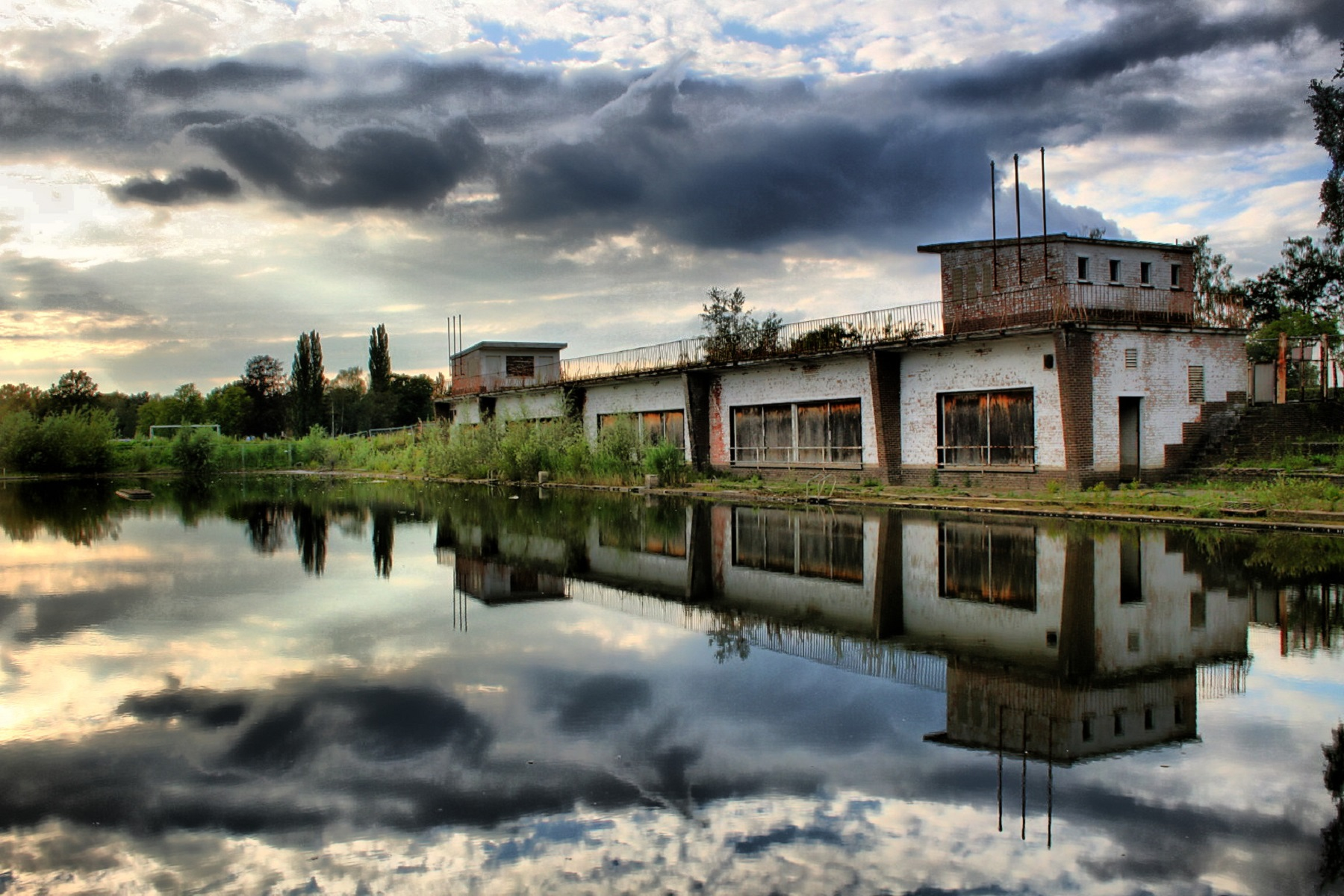
Hofstade zonsondergang HDR November 2007

In 1901 werd beslist om een spoorlijn Weerde - Muizen aan te leggen. Er werden heel wat gronden onteigend en hieruit werd grond geschept om de spoorweg op een verhoog te kunnen bouwen. De werken waren rond 1914 nog steeds niet helemaal voltooid en na het uitbreken van de oorlog werd beslist om de putten te laten vollopen met water. De vijvers van Hofstade zijn er dus overblijfselen van. In de jaren twintig werd het een populaire recreatiezone, evenwel zonder voorzieningen. Vanaf 1932 werd Hofstade Plage of Hofstade-Bains opengesteld voor recreatie en werd een gedeelte ingericht als recreatiezone. Het werd in 1933 geopend door Koning Albert I. Er was een rolschaatspiste, een wielerbaan voor baanfietsen, tennisvelden, en vele restaurants, cafés en drankgelegenheden gegroepeerd op een plein, de opgerichte Vieux Marché.
In 1939 werd het hele domein als Rijksdomein voor Preventieve Gezondheidszorg door Openluchtleven opengesteld, en werd het uitgebaat door het Ministerie van Volksgezondheid en Gezin. Het masterplan voor het park was in 1937 helemaal uitgewerkt door architect Victor Bourgeois. De Vieux Marché met de cafés en danszalen werd afgebroken. De nieuwe infrastructuur diende meer sportgeoriënteerd te zijn. Bij de toegevoegde infrastructuur behoorde ook een groot openluchtzwembad van 100 op 50 meter. De bijhorende gebouwen werden ontworpen door de architect Charles Van Nueten. Het strandgebouw (reeds in 1938 opgetrokken) was naar een ontwerp van Maxime Wynants. Er waren verschillende eet- en drankgelegenheden, 200 omkleedruimtes en een verhoogde promenade. Een groot boothuis werd ontworpen door Félix Milan.
In 1983 werd het domein aan Sport Vlaanderen toevertrouwd. In 2009 werd een vernieuwde grote speeltuin geopend.
Het noordelijk deel van het domein werd in 1977 beschermd als landschap terwijl in 2001 het meer en het strand met de oorspronkelijke bebouwing (het strandgebouw) samen met de hoofdingang van het domein beschermd werden als monument. Vroeger werd er jaarlijks op 26 december een wedstrijd van de Wereldbeker veldrijden georganiseerd, maar na de laatste editie in 2007 werd dit niet meer toegelaten door Sport Vlaanderen.

## Prehistorische vondsten
Bij het graven van de putten omstreeks 1900, werden heel wat beenderen van prehistorische dieren gevonden. Alle vondsten werden overgebracht naar het "Koninklijk Instituut voor Natuurwetenschappen" in Brussel. In de jaren 1980 werden deze beenderen aan wetenschappelijk onderzoek onderworpen. De vondsten dateerden vooral uit het Eemien (110.000 jaar geleden) en het Weichselien (68.000 à 50.000 jaar geleden). Het gaat o.a. om een mammoet.